# نيكولا فينتولا
نيكولا فينتولا (بالإيطالية: Nicola Ventola)‏ لاعب كرة قدم ايطالي، شكل ثنائي مع بيرلو في نادي انتر ميلان، كما لعب للعديد من الاندية الايطالية، منها نادي باري ونادي تورينو ونادي بولونيا و نادي أتالانتا بيرغامو، كما لعب في إنجلترا لنادي كريستال بالاس. وعلى المستوى الدولي شارك فينتولا مع المنتخب الإيطالي في بطولة أوروبا تحت سن 21 كما شارك مع المنتخب في اولمبياد سيدني عام 2000 م، لكنه لم يلعب ابداً مع المنتخب في كأس العالم، بسبب تدني مستواه في مباريات التصفيات.

## مسيرته الكروية
بزغ نجمه في منتصف العقد الأخير من القرن العشرين مع باري وأصبح من أفضل اللاعبين الشباب في جيله، فقام الإنتر بدفع مبلغ مالي وصل إلى 12 مليون يورو من أجل شرائه في صيف عام 1998. بدأ في موسمه الأول أنه سيكون أمثل شريك في الهجوم لرونالدو، بعد أن تألق في أشهره الأولى مع الفريق ولا سيما بعد هدفيه في مرمى ميلان ومانشستر يونايتد، لكن مع تعرضه للإصابة ومجيء كريستيان فييري اقتسم النادي ملكيته المشتركة مع بولونيا حيث قضى هناك موسمًا واحدًا غير ناجح قبل أن ينجح في إعارته التالية إلى أتالانتا محرزًا عشرة أهداف مع الأوروبيتشي.
عاد فينتولا إلى الإنتر ولم يعرف طعم النجاح مجددًا وبقي بديلًا محدود المشاركات، إلى أن فشل في إعارة أخيرة إلى كريستال بالاس ليرحل في 2005 إلى أتالانتا مرة أخرى ليجد بعضًا عن نجاحه السابق في مدينة بيرجامو على مدار موسمين أحرز فيهما 23 هدفًا، قبل أن تنطفئ مسيرته تمامًا في تورينو ونوفارا.

## وصلات خارجية
- نيكولا فينتولا على موقع الاتحاد الدولي (مؤرشف)  (الإنجليزية)
- نيكولا فينتولا على موقع قاعدة بيانات كرة القدم.إي يو (الإنجليزية)
- نيكولا فينتولا على موقع ليكيب (الفرنسية)
- نيكولا فينتولا على موقع عالم كرة القدم.نت (الإنجليزية)
- نيكولا فينتولا على موقع أوليمبيديا (الإنجليزية)
- فينتولا على تويتر